# Südafrikanischer Fruchtkäfer
Der Südafrikanische Fruchtkäfer oder Gartenfruchtkäfer (Pachnoda sinuata) ist eine Käferart aus der Unterfamilie der Rosenkäfer (Cetoniinae). Die Art ist neben dem Kongo-Rosenkäfer (Pachnoda marginata) der bekannteste Vertreter der Gattung Pachnoda.

## Merkmale

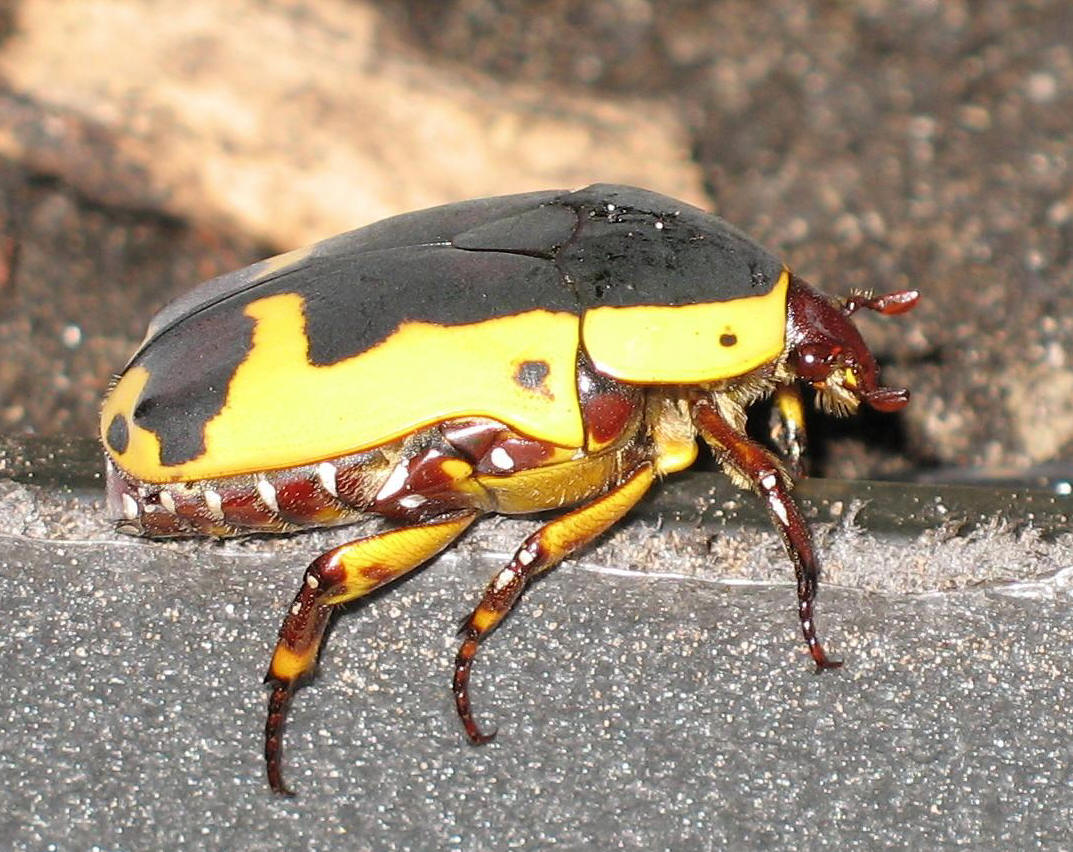
P. sinuata flaviventris,
von der Seite

Der Südafrikanische Fruchtkäfer erreicht eine Größe von 20 bis 25 Millimetern. Er fällt durch seine kontrastreiche, gelb schwarze Rückenfärbung auf. Halsschild und Deckflügel (Elytren) sind von dunkelgrüner bis schwarzer Grundfarbe. Um den gesamten äußeren Rand verläuft ein breites gelbes Band, welches im hinteren Drittel der Elytren vom jeweiligen Rand aus in Richtung Flügeldeckennaht ausgebuchtet ist, diese jedoch nicht erreicht und somit keine geschlossene Binde bildet. Im gelben Rand des Halsschildes finden sich zwei kleine, an den Schultern und am Elytrenende je zwei größere schwarze Makel. Der restliche Körper ist lebhaft gelb (besonders die Unterseite sowie die Schienen der mittleren und hinteren Beine) und rotbraun (restliche Beinglieder und Kopf) gezeichnet. Am Rand des Kopfes befinden sich zwei charakteristische gelbe Striche unterhalb der Augen. Die Sternite sind durch dunkle Ränder voneinander abgegrenzt. Die Zwischenräume sind ventral gelb und sagittal rotbraun mit deutlich abgesetzten weißen Flecken am Sternitrand. Das letzte Sternit ist rotbraun mit weißen Punkten.
Wie alle Rosenkäfer ist auch diese Art durch entsprechende Einbuchtungen am Rand der Elytren zum Fliegen mit geschlossenen Flügeldecken befähigt.

## Name und Systematik

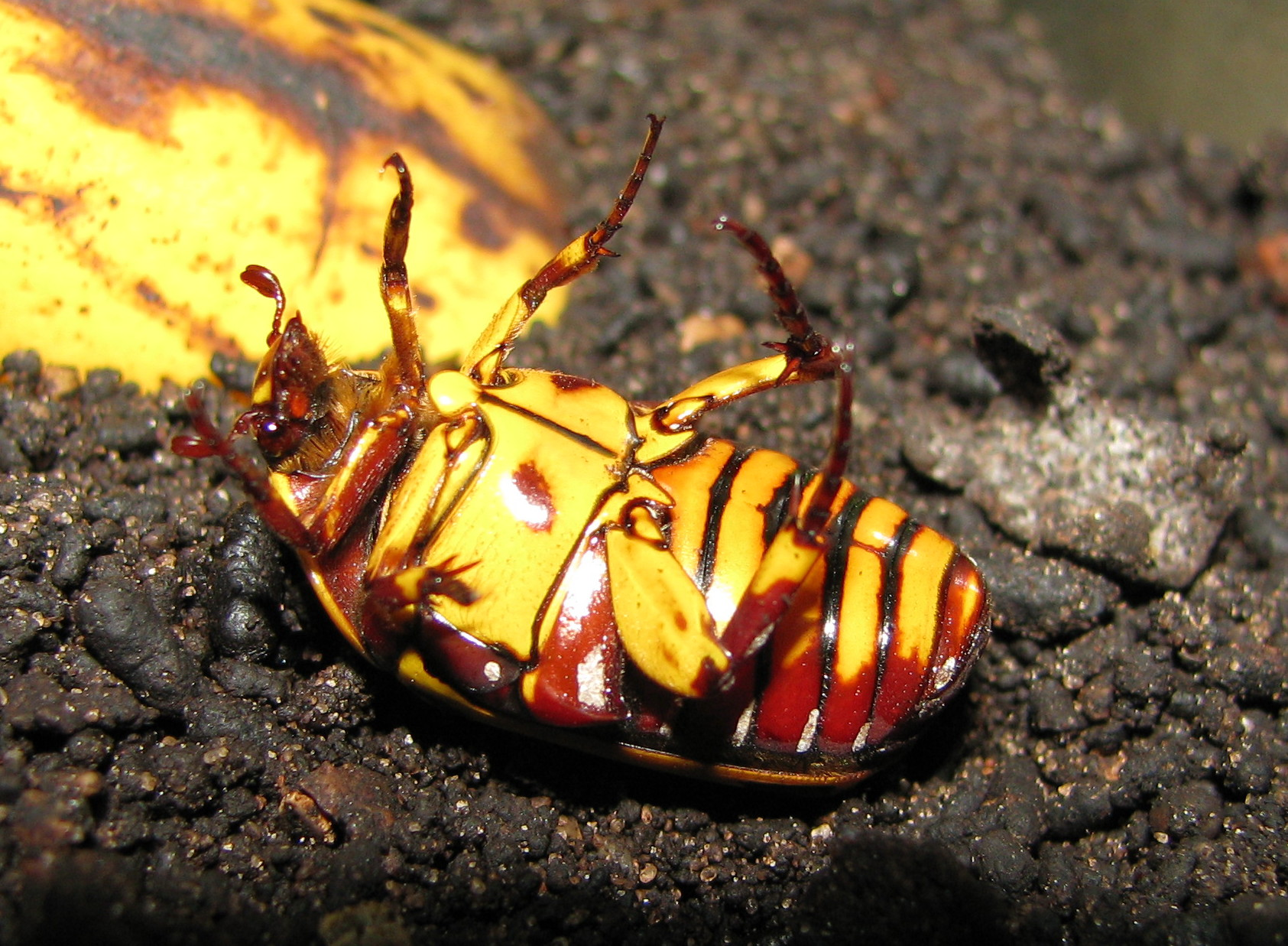
Pachnoda sinuata flaviventris, Unterseite

Pachnoda sinuata wird im Deutschen immer öfter „Südafrikanischer Fruchtkäfer“ bzw. „Gartenfruchtkäfer“ genannt. Als englischer Trivialname findet gelegentlich „Garden fruit chafer“ oder „Yellow-bellied Beetle“ Gebrauch, was „Gartenfruchtkäfer“ oder „Gelbbäuchiger Käfer“ heißt und auf jenes Merkmal der Art hinweist, welches diese Käfer von vielen anderen Pachnoda-Arten unterscheidet.
Die Nominatform wurde 1775 von Fabricius unter dem Namen Cetonia sinuata beschrieben. Im neunzehnten und zwanzigsten Jahrhundert kamen verschiedene Unterarten hinzu, von denen einige als eigene Arten beschrieben wurden. Ihre Zuordnung zu Pachnoda sinuata ist weiterhin umstritten. So werden die bekanntesten Unterarten Pachnoda sinuata calceata und Pachnoda sinuata flaviventris häufig unter den Namen Pachnoda calceata beziehungsweise Pachnoda flaviventris als valide Arten angesehen.
Folgende Unterarten werden in der Literatur geführt:
- Pachnoda sinuata sinuata (Fabricius, 1775)
- Pachnoda sinuata calceata Harold, 1878
- Pachnoda sinuata flaviventris (Gory & Percheron, 1833)
- Pachnoda sinuata nicolae  Rigout, 1986
- Pachnoda sinuata machadoi  Rigout, 1989
- Pachnoda sinuata puncticollis

## Vorkommen
Der Südafrikanische Fruchtkäfer ist in mehreren Unterarten in Südafrika und Namibia verbreitet. So gilt beispielsweise Pachnoda sinuata flaviventris als häufigster Rosenkäfer Südafrikas. Die etwas kleinere Unterart Pachnoda sinuata calceata lebt im trockeneren Westteil Südafrikas und Namibias. Die Verbreitungsgrenze zwischen beiden Unterarten verläuft etwa durch Windhoek in Namibia und die südafrikanische Kapprovinz.

## Lebensweise

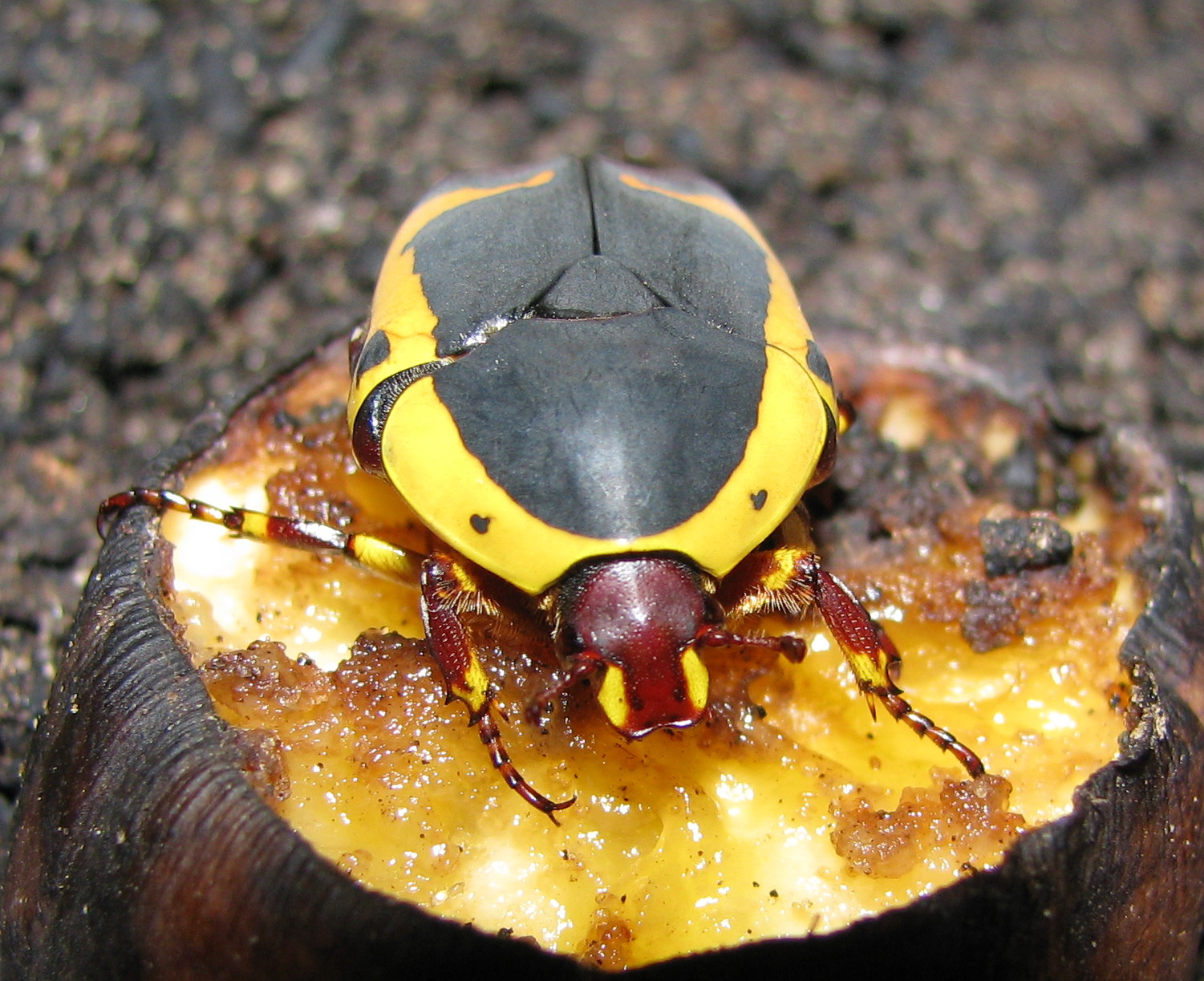
P. sinuata flaviventris,
Porträt

### Nahrung
Die Imagines fressen nicht nur den Pollen von Blüten, sondern oft die gesamte Blüte. Dadurch werden sie insbesondere in Obstanbaugebieten zum Problem. Außerdem wird jede Art von Obst, auch unreifes, gefressen. P. sinuata calceata frisst bei Mangel an Früchten außerdem an Akazienblüten und Gartenrosen. Die Engerlinge ernähren sich von fast allen verwertbaren organischen Bestandteilen des Bodens, wie Wurzeln, Kompost, Dung und auf den Boden gefallene Früchte, die von unten angenagt werden. Die Käfer gelten als Kulturfolger und wegen ihres häufig massenhaften Auftretens als Schädlinge.

### Verhalten
Der Südafrikanische Fruchtkäfer ist sowohl auf Pflanzen, als auch im Erdreich anzutreffen. Seine gelb schwarze Zeichnung ist ein Signal, welches auf seine Ungenießbarkeit hinweist. Bei Gefahr ergänzt der Käfer dieses optische Signal noch durch ein chemisches, nämlich das Ausscheiden seiner übel riechenden Exkremente.

### Fortpflanzung

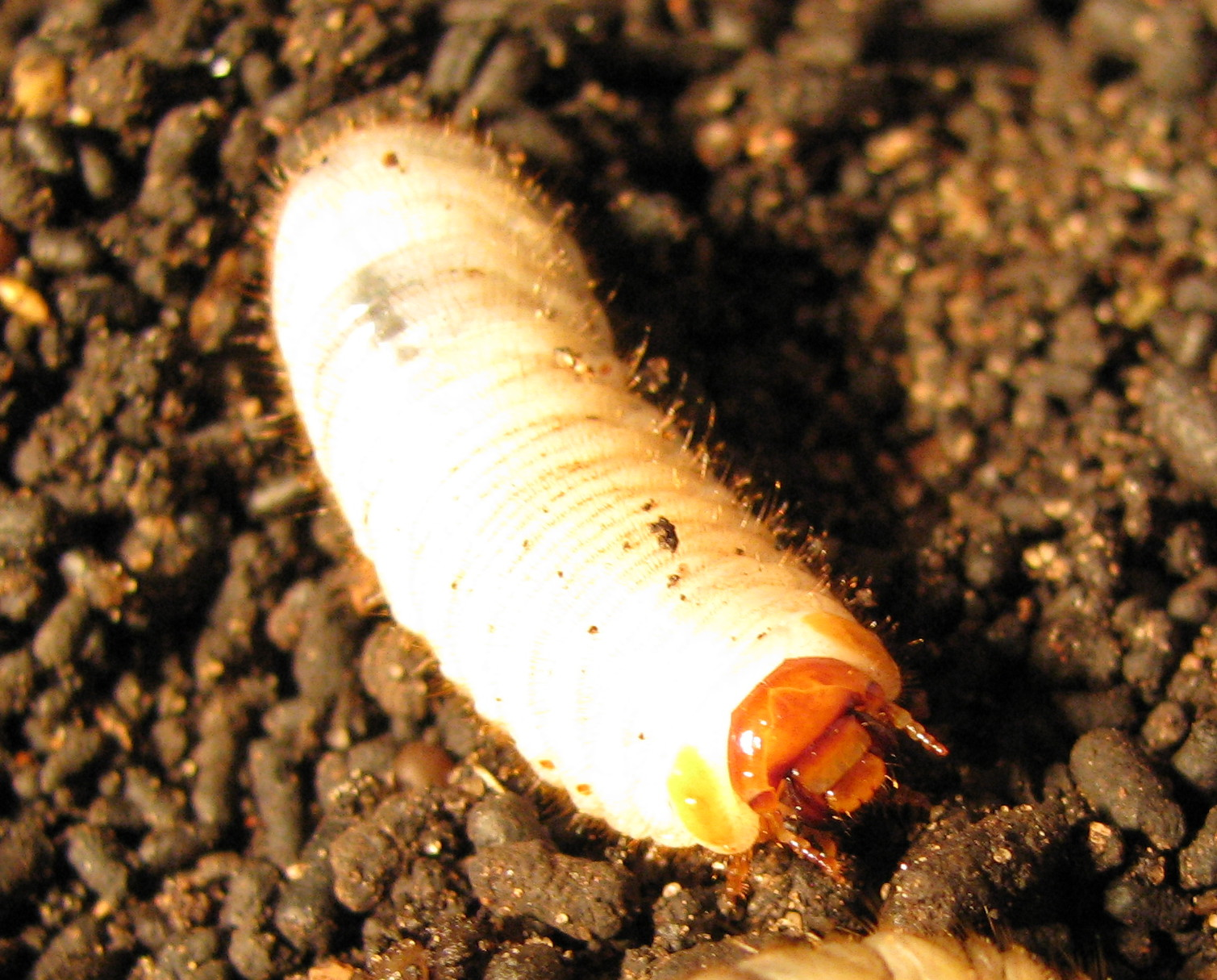
P. sinuata flaviventris,
Engerling

P. sinuata flaviventris,
Puppe im geöffneten Kokon

P. sinuata flaviventris,
adulter Käfer im Kokon

Die Fortpflanzungsphänologie ist an einen jährlichen Rhythmus gebunden. So liegt die Hauptflugzeit und damit die Paarungszeit zwischen Oktober und April. Die im Erdreich grabenden Weibchen legen die runden, 2,5 Millimeter großen Eier in Bodenschichten nahe der Oberfläche ab. Die daraus schlüpfenden Engerlinge sind nach drei bis vier Monaten auf eine Länge von etwa vier Zentimetern herangewachsen und beginnen sich einen 2,5 bis 3 Zentimeter langen und 1,7 bis 2 Zentimeter breiten, eiförmigen Kokon aus Erdreich und einem körpereigenen Sekret zu bauen, in welchem sie sich verpuppen. Nach einer Puppenruhe von gut einem Monat befreit sich der adulte Käfer aus dem Kokon.

## Terrarienhaltung
In den Terrarien der Liebhaber sind zurzeit zwei Unterarten zu finden. Pachnoda sinuata flaviventris mit schwarze Rückenfärbung, in welcher häufig gelbe Punkte zu finden sind und Pachnoda sinuata calceata, eine etwas kleinere Unterart, die auf dem dunkelgrünen Rücken niemals gelbe Punkte hat. Beide sind einfach zu pflegen und zu züchten. Es wird lediglich eine fünf besser zehn Zentimeter hohe Schicht Wald- oder Gartenerde als Bodengrund benötigt. Diese sollte stets feucht, jedoch nie nass sein. Außerdem sollte ihr weißfaulendes Holz von Eiche, Buche, Ahorn oder Linde zugesetzt werden. Die übrige Einrichtung des Terrariums bleibt dem Geschmack des Halters überlassen. Zimmertemperatur reicht den Tieren aus. Gefüttert wird mit reifem Obst, so zum Beispiel mit längs oder quer geschnittenen Bananen (mit Schale), die auf den Boden gelegt werden, so dass die Engerlinge von unten daran fressen können.